# Countdown (Exo)
Countdown è il primo album in studio in lingua giapponese (il quinto in totale) del gruppo musicale sudcoreano-cinese Exo, pubblicato il 31 gennaio 2018.

## Tracce
1. Electric Kiss – 3:27
2. Coming Over – 3:22
3. Love Me Right ~romantic universe~ – 3:26
4. Lightsaber – 3:05
5. Tactix – 3:43
6. Into My World – 3:43
7. Lovin' You Mo' – 3:44
8. Drop That – 3:36
9. Run This – 3:23
10. Cosmic Railway – 4:38

## Classifiche

### Classifiche settimanali
| Classifica (2018) | Posizione massima |
| ----------------- | ----------------- |
| Giappone          | 1                 |

### Classifiche di fine anno
| Classifica (2018) | Posizione |
| ----------------- | --------- |
| Giappone          | 31        |